# Burg Stadeck
Die Burg Stadeck ist eine Wasserburg in der Ortsgemeinde Stadecken-Elsheim im Landkreis Mainz-Bingen in Rheinland-Pfalz.

## Lage
Die ursprünglich  auf einer Landzunge der Selz frei stehende Burg Stadeck ist heute völlig in den Ortskern von Stadecken-Elsheim integriert. Sie steht auf rund 147 Meter über Normalnull.

## Geschichte
1276 wurde die Burg von Graf Eberhard I. von Katzenelnbogen erbaut. Im Jahr 1291 wurde sie urkundlich erwähnt. 1349 schlossen die Grafen Johann II. und Eberhard IV. von Katzenelnbogen mit Graf Walram von Sponheim einen Vertrag über die Finanzierung der Bauten an der ihnen gemeinsamen gehörenden Burg Stadecken und machen sie zu einem Verwaltungszentrum.
Das Dorf und die Burg kamen 1469 in den Besitz der Markgrafen von Baden und gelangten später an die Pfalzgrafen von Zweibrücken. 1632 wurde die Burg zerstört und später wieder aufgebaut.

## Anlage
Die Burganlage enthält außer dem Wohnhaus und der Burgscheune noch Reste der Ringmauer und des Eckturms. Nicht bebaute Flächen sind der Burghof und der Burggarten. Zur Anlage gehört außerdem eine kleinere Scheune sowie das ehemalige Amts- und Schulhaus.

## Nutzung
Das Wohnhaus der Burg ist in Privatbesitz und wird bewohnt. Der historische Burggarten kann besichtigt werden. Die Burgscheune ist in Gemeindebesitz und wird als Festsaal für öffentliche und private Veranstaltungen für bis zu 150 Personen genutzt, teilweise unter Einbeziehung des angrenzenden Burghofs.
Seit 1970 widmet sich der in Stadecken-Elsheim ansässige Verein der Freunde und Förderer der Burg Stadeck der Erforschung und Erhaltung der Burg.